# Oscar Kræpelien
Oscar Elis Kræpelien, född 7 februari 1874 i Simonstorps församling i Östergötlands län, död 13 december 1944, var en svensk tävlingscyklist och cykelhandlare.
Kræpelien studerade vid Norrköpings högre allmänna läroverk 1883–90, var anställd hos Carl W. Boman 1890–96, hos Amerikansk Cycle Import/Velociped AB Aug. Lindblad i Stockholm 1896–1919 och direktör i AB O. Kræpelien där från 1919. Hans företag bedrev omfattande försäljning av cyklar under märkesnamnen "Hugin", "Rotax" och "Brage" samt från 1929 "OK" och "OK Lyx". Cyklarna levererades under lång tid i huvudsak av AB Nymans Verkstäder/Nymanbolagen AB i Uppsala. Efter hans död övertogs företaget av AB Cykelfabriken Fram i Uppsala, vilket ägdes av Industrikompaniet King i Helsingborg och sedermera bildade Fram-King bolagen.
Kræpelien vann första pris i velocipedtävlingar 1893–94 och i automobilklubbens vintertävling 1905. Han var sekreterare i Stockholms allmänna velocipedklubb 1894–1935, medlem av kommittén för Olympiska spelen 1912, av kommittén för sport- och turistutställningen i Stockholm 1906 och i Sankt Petersburg 1907, ordförande i Sveriges filatelistförening 1913–24 och från 1927, skattmästare i Travellers Club från 1919 och sekreterare i Fauna 1922–28. Han innehade Gustaf V:s olympiska minnesmedalj.